# Friedrich Weiberg
Friedrich Weiberg (* 16. Februar 1870 in Westhofen; † 16. Dezember 1946 in Bad Godesberg) war ein deutscher Verwaltungsbeamter, Politiker und kommissarischer Bürgermeister von Wanne-Eickel.

## Leben
Nach seinem Schulabschluss trat Friedrich Weiberg im Jahr 1887 als Verwaltungsanwärter bei dem Bürgermeistereiamt Gevelsberg ein. 1890 seine Ausbildung beendend, wechselte er 1892 an das Amt Castrop und von dort 1893 an die Königliche Regierung Arnsberg. Weitere Dienststationen waren 1895 (zeitweise) die Kreiskasse in Hagen und das Landratsamt in Hörde. Es folgten 1896 das Landratsamt Gelsenkirchen und das Landratsamt Dortmund, bevor er zum 10. November 1900 zunächst kommissarisch die Stelle des besoldeten Beigeordneten des Amtes Wanne antrat. Zum 30. September 1901 wurde ihm dieses Amt definitiv übertragen. In der Nachfolge von Friedrich Winter erhielt Weiberg dann zum 18. Oktober 1913 die Ernennung zum Amtmann des Amtes Wanne. In dieser Funktion blieb Weiberg bis zu dessen Auflösung infolge Bildung der Stadt Wanne-Eickel am 1. April 1926. Anschließend bekleidete er bis zur Einführung des ersten gewählten Bürgermeisters der Stadt Wanne-Eickel am 1. Oktober 1926, Wilhelm Kiwit, kommissarisch das Amt des Bürgermeisters der Stadt Wanne-Eickel. Friedrich Weiberg war Mitglied der Deutschen Volkspartei.

### Flughafen Wanne-Herten
Initiiert durch den damaligen Beigeordneten Weiberg landete am 20. Juni 1911 auf einem Grundstück in Wanne ein Parseval-Luftschiff, die Geburtsstunde des Flugplatzes Wanne-Herten (Lage). Unter der Führung Weibergs gründete sich 1912 die „Rheinisch-Westfälische Flug- und Sport-Platz-Gesellschaft m.b.H. Wanne“, deren Kapital neben den Gemeinden Wanne und Herten auch die Stadt Herne, der Großgrundbesitzer Graf Droste zu Vischering von Nesselrode-Reichenstein in Herten, Direktor Arthur Müller aus Berlin-Charlottenburg, die Eickeler Brauerei Hülsmann und der Hauptmann Hermann Hans Waldemar Herwarth von Bitterfeld zeichneten. Friedrich Weiberg übernahm den Vorsitz im Aufsichtsrat der Gesellschaft. Während zunächst nach nur wenigen Monaten ein betriebsbereites Gelände den Fliegern zur Nutzung übergeben werden konnte, einschließlich einer Tribüne, die bis zu 1000 Besucher fasste, Flug- und Ballonhalle, setzten bereits vor dem Ersten Weltkrieg finanzielle Schwierigkeiten ein, so dass am 6. Mai 1916 ein Konkursantrag gestellt werden musste. Die Abwicklung endete erst im Laufe der 1920er Jahre.

## Schriften
- als Hrsg.: 50 Jahre Amt Wanne. Selbstverlag, Wanne 1925.